# Okříšky
Okříšky (dříve Okrzischko, později Okříško, za protektorátu německy Klein Wartenberg, Okrzischko, starší názvy Ockrziessicz, Oksskrzieczky, Okrziessky) jsou městys, ležící asi 10 kilometrů severozápadně od Třebíče a asi 25 km jihovýchodně od Jihlavy. Až do roku 1945 se v obci nacházel alodiální statek Okříšky se sousedním dvorem v Pokojovicích v majetku šlechtického rodu Collalto et San Salvatore. Okříšky jsou důležitým železničním uzlem na železnici mezi Jihlavou, Znojmem a Brnem. Nadmořská výška obce je 472 metrů nad mořem. Obec se nachází na severním okraji Jaroměřické kotliny a uvnitř Stařečské pahorkatiny. Její součástí je i vesnice a katastrální území Nové Petrovice a větší část osady Loudilka. Obec spadá pod obec s rozšířenou působností Třebíč. Žije zde přibližně 2 000 obyvatel.
Sousedními obcemi sídla jsou Pokojovice, Heraltice, Zašovice, Hvězdoňovice, Přibyslavice a Petrovice.

## Geografie
Ze západu na východ vede přes území obce silnice II/405, jižně ze západního okraje zastavěného území obce vychází silnice do Pokojovic s odbočkou do Heraltic a k samotě Loudilka. Severně ze silnice II/405 vychází kolem nádraží Okříšky silnice do Přibyslavic. Východně ze zastavěného území obce vychází užitková silnice do Petrovic, kolem nádraží Okříšky vede užitková cesta směrem k průmyslovému areálu a k silnici II/405. Přes území obce vedou cyklostezky 5111 a 5217, ty pak na severním okraji zaúsťují do cyklostezky Jihlava-Třebíč-Raabs. Přes území obce vede žlutá turistická stezka z Přibyslavic do Opatova, podél severní hranice území pak vede červená turistická stezka podél řeky Jihlavy. V Okříškách se nachází významné železniční nádraží, spojují se tam dvě železniční tratě, přes Okříšky prochází železniční trať Jihlava–Brno, z Okříšek pak vychází železniční trať Znojmo–Okříšky. 
Jižní a západní část území obce je využívána primárně zemědělsky, na jižním okraji zastavěného území obce se nachází zalesněná oblast, lesní plocha se nachází i na západním okraji území obce. Na jižním okraji zastavěného území obce se nachází průmyslový areál, velká část je využívána společností Frankische, menší část pak dalšími společnostmi. Na okrají západní části zastavěného území obce se nachází FVE, průmyslový areál společnosti Gelso, sběrný dvůr a areál ZD Okříšky. Na severním okraji území obce se nachází další menší průmyslový areál a těsně za severní hranicí území obce se na okraji Přibyslavic nachází areál společnosti Mann+Hummel. 
Několik set metrů západně od okraje území obce pramení nedaleko studánky U Andělíčka Okříšský potok, ten pak hned po jeho vstupu na území obce přijímá toky několika nepojmenovaných potoků, posléze se do něj vlévá další nepojmenovaný potok, který pramení na okraji území obce, teče kolem myslivny a spojuje se s Okříšským potokem, z jihu je pak Okříšský potok napájen i potokem tekoucím ze Strakovy studánky. Okříšský potok pak teče jižně od zastavěného území obce přes nepojmenovaný rybník, bývalé koupaliště, teče pod svahem kopce Strážka a přes Pilný rybník a Zámecký rybník. Dále je potok zatrubněn a na někdejší návsi tvoří nádrž, posléze teče okolo bývalého vodního mlýna dále na východ, kde po cca 5 km ústí do Jihlavy. U nádraží Okříšky pramení potok, který teče východně, je z větší části zatrubněn a dále pokračuje do Petrovic, kde se vlévá do Jihlavy. Na východním okraji území obce se nachází rybník Obecník, z kterého teče nepojmenovaný potok, který tvoří část hranice obce a následně se vlévá nedaleko Petrovic do Okříšského potoka. Část jižní hranice tvoří nepojmenovaný potok, který teče od rybníka Žlíbky jižně kolem samoty Loudilka a dále do Steklého rybníka, kde se spojuje se Stařečským potokem. 
Území obce je mírně kopcovité, svažuje se z jihu k severu, nadmořská výška území se pohybuje od 425 metrů nad mořem v údolí řeky Jihlavy na severním okraji území obce ke kopcům na západním okraji území obce, které dosahují 588 metrů nad mořem. Nedaleko jižního okraje zastavěného území obce se nachází výrazný kopec Srážka (517 m), na západním okraji území obce se nachází vrchol o kótě 588 m. 
Zastavěná část území obce se nachází na severovýchodní části území obce, severní část těsně přiléhá k zástavbě sousedních Přibyslavic. Severní část obce je nazývána též Nové Petrovice. Jižně od zastavěného území obce se nachází areál bývalého koupaliště. Na jižním okraji území obce u silnice do Pokojovic se nachází samota Loudilka. U silnice II/405 západně od zastavěného území obce se nachází samota Myslivna.

## Název
Nejstarší (1371) doložená podoba jména je Okřešice (zapsáno Ockrziessicz), což je shoda se jménem blízkých Okřešic (jejichž jméno pochází od osobního jména Okřěsa). Na rozlišení proto mohla vzniknout zdrobnělina Okříšky. Z roku 1466 je nicméně doložen tvar Oškříčky (z něhož se Okříšky mohlo vyvinout), který by byl zdrobnělinou místního jména Oskořice odvozeného od osobního jména Oskora. V 18. století se používala varianta Okříško.

## Historie
V roce 2022 při archeologických výzkumech byly nedaleko zámku Okříšky nalezeny keramické střepy pocházející z 12. století. Střepy budou uloženy v depozitáři Muzea Vysočiny, část z nich by mohla být v budoucnu vystavena i v zámku Okříšky. Není však známo, z jakého důvodu nejsou písemné záznamy o obci již z doby před rokem 1371, kdy byly poprvé písemně zmíněny.
První písemná zmínka o Okříškách pochází z roku 1371, kdy se objevily v testamentu moravského markraběte Jana Jindřicha, podle archeologických výzkumů jsou však nejméně o sto let starší. V 15. století byly Jiřím z Poděbrad předány spolu s Petrovicemi do dědičného vlastnictví Mikuláši Petrovského z Hrochova, ten přebudoval tvrz do gotického slohu.
Roku 1629 Okříšky zakoupil Vít Jindřich Port z Arlesberka a poprvé se objevila zmínka o kostele ve vsi. Kostel měl být někdy po tomto roce přestavěn. Později byly Okříšky prodány Kryštofovi Pavlovi Věžníkovi z Levese, ten vlastnil i Pokojovice, ve prospěch sirotků po Kryštofovi byly prodány v roce 1706 Norbertovi Lvovi z Hrochova.
V roce 1751 zakoupil Okříšky s Pokojovicemi majitel brtnického panství Thomas Vinciguerra Collalto et San Salvatore (1710-1768). Roku 1871 byla vesnice připojena na železnici a roku 1882 byl na panském dvoře uveden do provozu lihovar. V roce 1910 přešla do majetku velkostatku Brtnice parní pila, vybudovaná v letech 1883-1896 Františkem Engelmannem. Roku 1864 byla ve vsi zřízena malá škola, ta sídlila ve staré radnici, novou budovu škola získala mezi lety 1890 a 1891, ta byla rekonstruována v roce 1925. V Okříškách měla být v roce 1892 Františkem Engelmannem z Brna postavena parní pila, která měla posléze přejít do majetku velkostatku. V jehož majetku byl i lihovar.
Během provádění pozemkové reformy na statku Okříšky s Pokojovicemi bylo majiteli knížeti Manfredovi Collalto z celkové rozlohy 313 ha rozparcelováno 36 ha a 277 ha propuštěno ze záboru. Parní pila byla prodána firmě Brož a Entler. Ta však 21. listopadu 1934 vyhořela. Panský lihovar byl združstevněn (Družstevní lihovar v Okříškách s.r.o).  
Již v roce 1913 vznikly plánu na stavbu kruhové pece místní polní cihelny, v roce 1920 proběhl rozbor ložiska hlíny na rozcestí silnic do Zašovic a Heraltic, na kterém následně vznikla nová cihelna. Pozemková reforma ji ponechala ve vlastnictví Collaltů, v roce 1922 do ní pak jako cihlářský mistr nastoupil Josef Prášil, který v ní připravil návod na výrobu dutých cihel (přihlásil si jej u Patentového úřadu v Praze přihláškou č. 9257/31). Cihly pod značkou JESTAV vyráběla collatovská cihelna následující léta na strojích blanenské firmy K. & R. Ježek. Jestavky se v cihelně vyráběly až do roku 1974.   
V roce 1940 uvedl Jaroslav Ampapa z Opatova do provozu novou parní pilu (parní pila, tesařství, podnikatelství staveb a obchod se dřevem). V roce 1947 obdržel syn majitele pily Alois Ampapa do národní správy konfiskát parní pily firmy Eduard Prager v Uherčicích. Pila Jaroslava Ampapy v Okříškách byla znárodněna na základě vyhlášky č. 1256/1948 ministra průmyslu ze dne 27. června 1948, následně přiřazena národnímu podniku Moravskoslezské pily se sídlem v Šumperku.
V roce 1945 proběhla za posledního majitele Oktaviana Collalta podle účelově vyložených Benešových dekretů na collaltovských velkostatcích (a tedy i na statku v Okříškách) konfiskace veškerého majetku. Na 51. schůzi moravskoslezského zemského národního výboru v Brně 28. ledna 1947 byly předloženy přídělové plány na rozdělení zkonfiskovaného zemědělského majetku Octaviana Collalto z Brtnice na území obce Okříšky a zaslány ke schválení ministerstvu zemědělství. Collaltovská strojní cihelna připadla do národní správy MNV a dvůr z národní správy velkostatku v Brtnici do vlastnictví nově utvořeného Zemědělského výrobního družstva (schváleno na 83. schůzi ZNV v Brně).
Do roku 1849 patřily Okříšky do panství Collaltů, byly spravovány odděleně jako alodní statek, od roku 1850 patřily do okresu Jihlava, pak od roku 1855 do okresu Třebíč.

### Obyvatelstvo
| Rok            | 1869 | 1880 | 1890 | 1900 | 1910  | 1921  | 1930  | 1950  | 1961  | 1970  | 1980  | 1991  | 2001  | 2019  |
| -------------- | ---- | ---- | ---- | ---- | ----- | ----- | ----- | ----- | ----- | ----- | ----- | ----- | ----- | ----- |
| Počet obyvatel | 651  | 613  | 782  | 961  | 1 083 | 1 102 | 1 356 | 1 313 | 1 718 | 1 845 | 2 141 | 2 053 | 2 022 | 2 058 |

## Okříšky po roce 1989

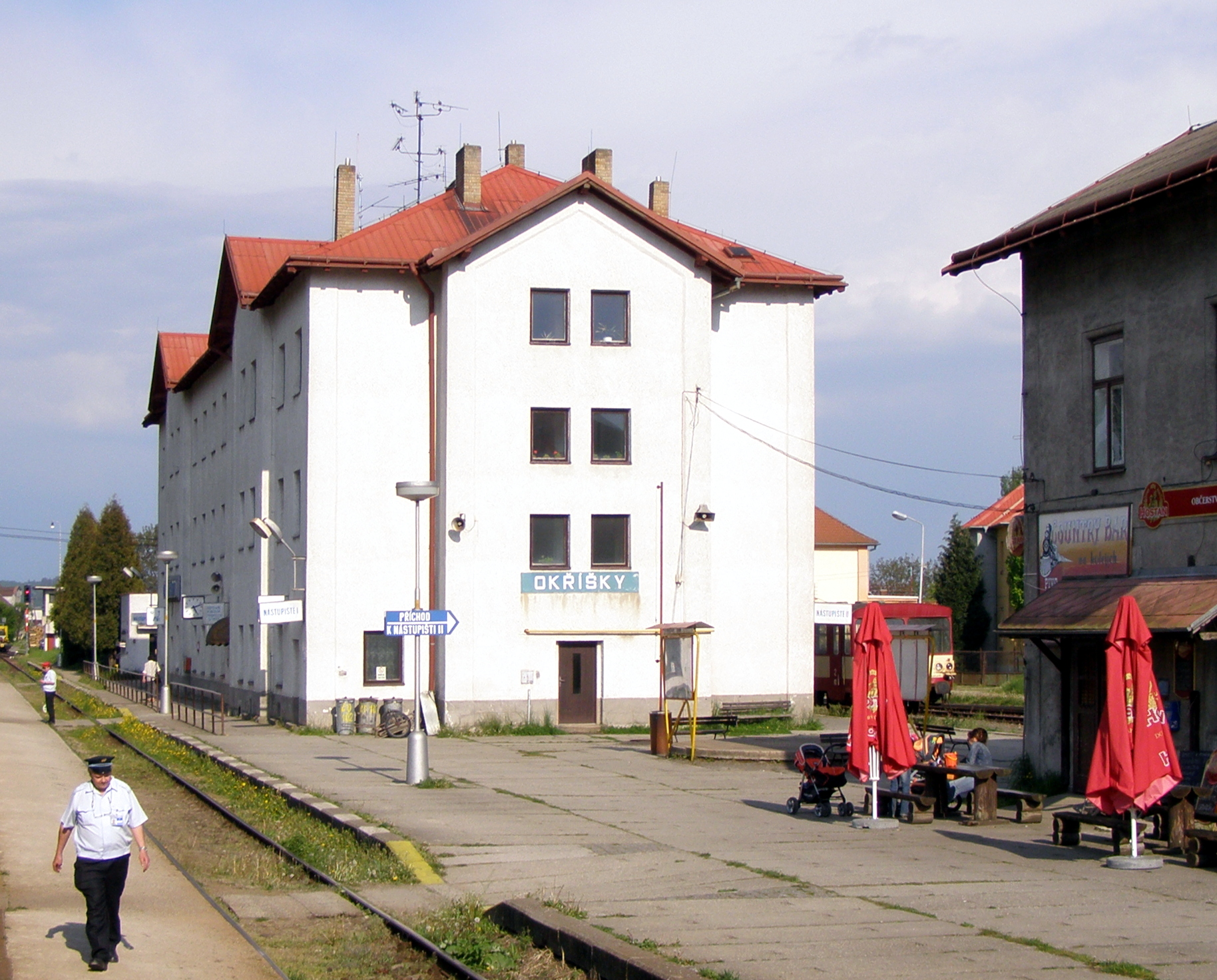
Železniční stanice Okříšky

Od 29. května 2007 jsou Okříšky městysem. 
V roce 2017 došlo k zablokování příprav tzv. velkého obchvatu Okříšek s napojením do průmyslové zóny Přibyslavice – Nová Ves. Občané nechtějí prodat své pozemky pod projektovanou stavbou, tito občané se obrátili na krajský soud v Jihlavě a tam uspěli. Soud sdělil, že kraj nepostupoval ideálně. V květnu roku 2017 byla zastupitelem městyse iniciována petice za vytvoření obchvatu, ta je adresována Kraji Vysočina. Petici podpořilo i vedení městyse.
V roce 2017 se vesnice účastnila soutěže Vesnice roku. V této soutěži získala obec ocenění, konkrétně obdržela Zlatou cihlu v Programu obnovy venkova za příkladné stavby na venkově, realizované v duchu Programu obnovy venkova, konkrétně za novou hasičskou zbrojnici. Získala také Diplom za moderní knihovnické a informační služby.
V roce 2017 také obec získala doporučení podvýboru pro heraldiku a vexilologii k nové vlajce obce. Vlajka vychází z obecního znaku, nad žlutým kolem je stylizované písmeno M. Mezi lety 2017 a 2018 probíhá stavba nového kulturního domu, na ten je adaptován původní starý sál hasičské zbrojnice. Budova bude mít prosklený průhled a několik místností. Otevřít se má v září 2018 při příležitosti místní pouti. Celková kapacita má být kolem 500 lidí.
V roce 2017 při Volbách do poslanecké sněmovny PČR probíhala petiční akce pro podporu výstavby obchvatu, petiční archy budou předány hejtmanovi kraje Vysočina. Na konci roku 2018 byla dokončena stavba víceúčelového sportovního areálu za někdejší sokolovnou. Hřiště bude sloužit hokejistům, florbalistům, okolo hřiště je tartanová dráha. Sportovní areál se stal Komunálním projektem roku v soutěži časopisu Moderní obec.
Na pozemcích sousední obce Petrovice by měl vést obchvat Okříšek. Ke konci roku 2019 se začaly vykupovat pozemky na stavbu obchvatu. Nově se nejedná o tzv. dvouprojekt, ale o projekt samostatného obchvatu. V roce 2023 bylo oznámeno, že stavba obchvatu je již schválena a začal výkup pozemků, stavba by měla být dokončena mezi lety 2025 a 2026, obchvat povede jižně od Okříšek.
V roce 2019 byla opravena stezka k rybníku Pilný. V témže roce začalo město osazovat stromy tzv. zavlažovacími vaky. Ty se po testovacím období osvědčily a městys nakoupil další vaky.
Mezi Přibyslavicemi a Okříškami na zalesněném kopci dříve byla skládka sklářského odpadu, ta je znehodnocena přítomností arsenu, ten však nadále neprosakuje do spodních vod. Dříve však byly hodnoty arsenu nadlimitní. Sklářské odpady pochází z Kněžic a Brodců.
V roce 2020 bylo oznámeno, že do konce roku bude přestěhována knihovna do centru městyse, do budovy bývalé spořitelny, která z městyse odešla.
V roce 2020 bylo oznámeno, že na stezce mezi Přibyslavicemi a Okříškami na hranici obcí budou vysázeny Lípy přátelství a umístěny lavičky. V roce 2020 také zakoupil obecní úřad vratné kelímky pro společenské akce, jsou potištěny kresbou rodáka z Okříšek Štěpána Mareše. Bylo oznámeno, že v roce 2021 bude rekonstruována čistička odpadních vod a kanalizace v obci, také bude nově rozšířena mateřská škola.
V roce 2021 Okříšky slavily 640 let od první písemné zmínky o městě, vydaly dvě knihy, jednu fotografickou, druhou o historii. V témže roce je v plánu opravit kapli a dva kříže na území městyse. V roce 2022 byla osazena na zeď hřbitova v Okříškách pamětní deska Václavu Málkovi. Podobná pamětní deska by měla být v září roku 2023 odhalena i pro Josefa Hekrleho, k tomu pak došlo v září téhož roku.

## Doprava
Plány stavby obchvatu pochází z roku 1949, následně se plánovala stavba obchvatu kolem roku 1960 a pak po roce 2000. V roce 2019 se začaly vykupovat pozemky. Obchvat Okříšek by se mohl začít stavět v roce 2021, cena by měla být kolem 440 milionů Kč. V roce 2024 však bylo oznámeno, že stavět by se mělo začít tak, aby byla stavba dokončena v roce 2028.
V květnu roku 2020 byla dokončena rekonstrukce přejezdu nedaleko továrny společnosti Frankische, byly instalovány závory.

## Politika
V letech 1990–2010 působil jako starosta Josef Kula, od roku 2010 tuto funkci vykonává Zdeněk Ryšavý.
V roce 2024 ve volbách do Senátu PČR kandidoval za SOCDEM starosta Okříšek Zdeněk Ryšavý, v prvním kole skončil třetí a do druhého kola nepostoupil.

### Dřívější starostové
- 1864–1910 – Franz Starý
- 1910–1918 – Ignác Mikeš
- 1918–1923 – obecní národní výbor (Jan Vonásek, Jan Kliment, Cyril Doležal)
- 1923–1932 – Jan Boudar
- 1932–1938 – Václav Zejda
- 1938–1945 – Ludvík Kalla[52]

### Volby do Poslanecké sněmovny
|       | 2006                  | 2010                  | 2013                  | 2017                  | 2021                  |
| ----- | --------------------- | --------------------- | --------------------- | --------------------- | --------------------- |
| 1.    | ČSSD (39,17 %)        | ČSSD (28,94 %)        | ČSSD (25,68 %)        | ANO (28,1 %)          | SPOLU (29,32 %)       |
| 2.    | ODS (26,77 %)         | ODS (16,57 %)         | KSČM (22,95 %)        | ODS (12,96 %)         | ANO (26,45 %)         |
| 3.    | KSČM (15,91 %)        | KSČM (15,35 %)        | ANO 2011 (12,34 %)    | ČSSD (12,87 %)        | SPD (10,44 %)         |
| účast | 70,97 % (1170 z 1650) | 67,57 % (1145 z 1696) | 64,34 % (1108 z 1722) | 65,61 % (1113 z 1701) | 70,02 % (1154 z 1648) |

### Volby do krajského zastupitelstva
|      | 1.             | 2.                 | 3.                       | účast                |
| ---- | -------------- | ------------------ | ------------------------ | -------------------- |
| 2000 | SV (20,7 %)    | 4KOALICE (18,63 %) | KSČM (15,94 %)           | 32,28 % (513 z 1589) |
| 2004 | ODS (28,39 %)  | ČSSD (25,13 %)     | KSČM (22,78 %)           | 33,83 % (557 z 1646) |
| 2008 | ČSSD (53,96 %) | ODS (18,07 %)      | KSČM (13,18 %)           | 49,52 % (825 z 1666) |
| 2012 | ČSSD (34,94 %) | KSČM (25,42 %)     | ODS (10,36 %)            | 44,45 % (760 z 1730) |
| 2016 | ČSSD (34,37 %) | KSČM (15,24 %)     | ANO 2011 (14,46 %)       | 38,2 % (651 z 1707)  |
| 2020 | ČSSD (18,93 %) | ANO (15,6 %)       | ODS+STO (15,31 %)        | 41,36 % (694 z 1678) |
| 2024 | ANO (37,61 %)  | SOCDEM (16,98 %)   | ODS+TOP 09+STO (15,55 %) | 39,68 % (638 z 1618) |

### Prezidentské volby
V prvním kole prezidentských voleb v roce 2013 první místo obsadil Miloš Zeman (354 hlasů), druhé místo obsadil Jiří Dienstbier (230 hlasů) a třetí místo obsadil Karel Schwarzenberg (201 hlasů). Volební účast byla 67,15 %, tj. 1163 ze 1732 oprávněných voličů. V druhém kole prezidentských voleb v roce 2013 první místo obsadil Miloš Zeman (771 hlasů) a druhé místo obsadil Karel Schwarzenberg (358 hlasů). Volební účast byla 65,76 %, tj. 1133 ze 1723 oprávněných voličů.
V prvním kole prezidentských voleb v roce 2018 první místo obsadil Miloš Zeman (528 hlasů), druhé místo obsadil Jiří Drahoš (238 hlasů) a třetí místo obsadil Marek Hilšer (116 hlasů). Volební účast byla 66,18 %, tj. 1123 ze 1697 oprávněných voličů. V druhém kole prezidentských voleb v roce 2018 první místo obsadil Miloš Zeman (728 hlasů) a druhé místo obsadil Jiří Drahoš (493 hlasů). Volební účast byla 72,73 %, tj. 1223 ze 1683 oprávněných voličů.
V prvním kole prezidentských voleb v roce 2023 první místo obsadil Andrej Babiš (411 hlasů), druhé místo obsadil Petr Pavel (374 hlasů) a třetí místo obsadila Danuše Nerudová (180 hlasů). Volební účast byla 71,07 %, tj. 1166 ze 1642 oprávněných voličů. V druhém kole prezidentských voleb v roce 2023 první místo obsadil Petr Pavel (651 hlasů) a druhé místo obsadil Andrej Babiš (510 hlasů). Volební účast byla 71,05 %, tj. 1166 ze 1641 oprávněných voličů.

## Pamětihodnosti
- kostel Jména Panny Marie – postaven dříve než v roce 1500
- zámek Okříšky – počátky sahají až do roku 1375
- Vodní mlýn – č.p. 22

## Osobnosti
- Collaltové – majitelé panství Okříšky
- Kamila Bártlová (*1931), pedagožka a esperantistka
- Antonín Boudar (1923–?), voják
- František Boudar (1889–?), učitel, redaktor a politik
- Bohumír Bradáč (1884–1953), spisovatel
- Ferdinand Dokulil (1891–1939), kněz
- Josef Fuksa (1893–?), pedagog a ekonom
- Stanislav Gamba (1911–1941), voják, advokát
- Josef Hak (1896–1968), pedagog a elektrotechniky
- Jiří Hájek (1976), skladatel filmové hudby
- František Konvička (* 1939), basketbalista
- Václav Málek (1909–1987), voják, obuvník
- Štěpán Mareš (* 1972), kreslíř
- František Novák (1872–1940), senátor NS ČSR, železničář
- Petr Podhrázký (1943–1990), dramatik, libretista a básník
- František Pokorný (* 1933), choreograf
- Bolek Prchal (1898–1949), herec
- Karel Roden mladší (1914–1992), herec

## Významné firmy
- České dráhy